# Perizoma cerva
Perizoma cerva là một loài bướm đêm trong họ Geometridae.